# Wielki pożar Stryja

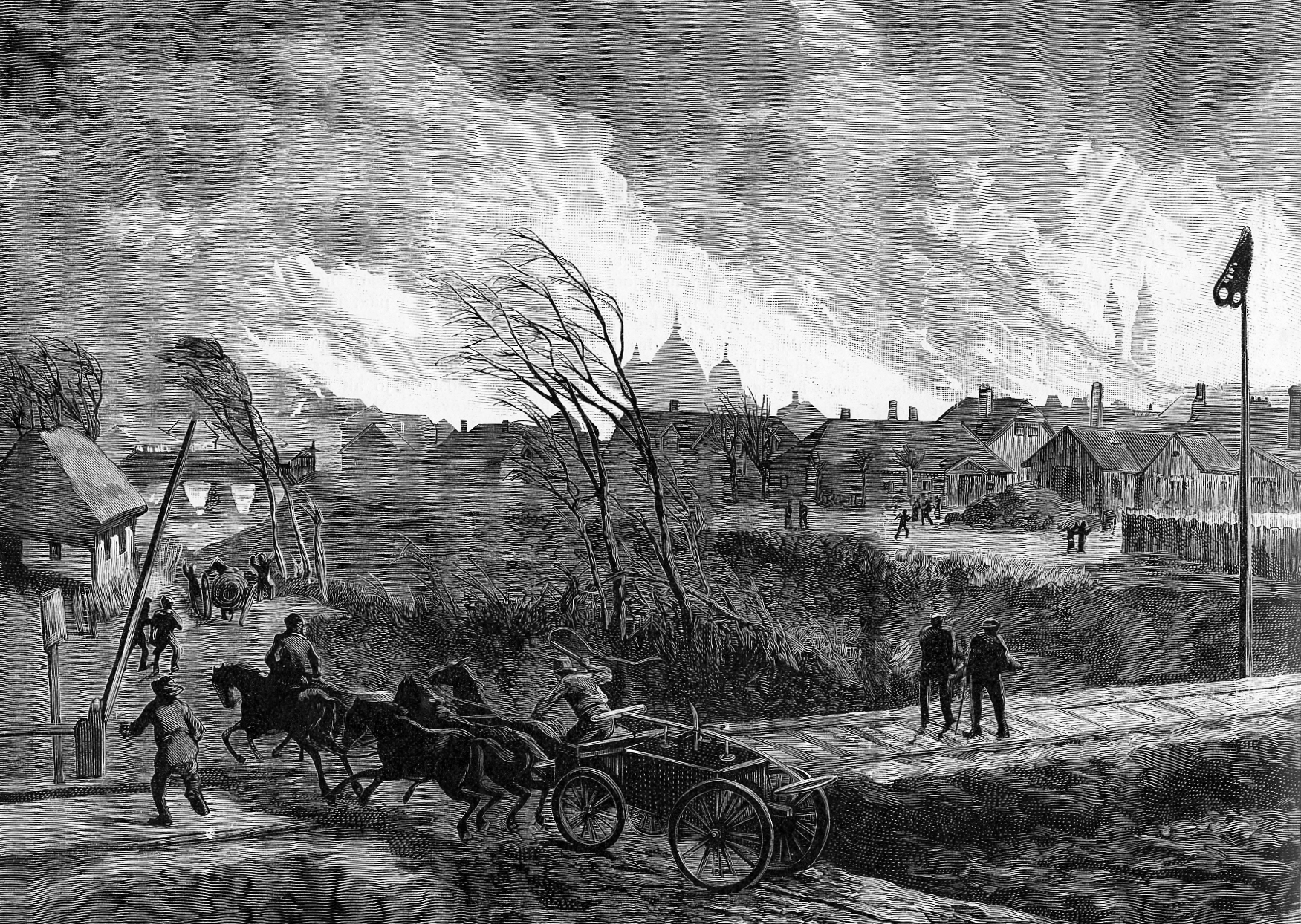
Wielki pożar Stryja w kwietniu 1886

Wielki pożar Stryja – katastrofalny pożar, który miał miejsce 17 kwietnia 1886 w Stryju w Galicji, doszczętnie niszcząc miasto.

## Geneza i przebieg pożaru
Stryj, który był miejscem wypoczynku lwowskiego patrycjatu, posiadającego w mieście swoje wille, padł 17 kwietnia 1886 ofiarą wielkiego pożaru, który doszczętnie pochłonął niemal całe miasto. Jak donosiła ówczesna prasa, źródłem pożaru miała być wywrócona podczas świniobicia lampa naftowa. Wywołała ona pożar domostwa, który po kilku godzinach rozprzestrzenił się na całą dzielnicę, a następnie na resztę miasta. W ciągu nocy i następnego dnia pastwą płomieni padło ok. 1000 domów, w tym wszystkie budynki publiczne. Silny wiatr ułatwił błyskawiczne rozprzestrzenianie się płomieni. Nieadekwatne wyposażenie lokalnej straży ogniowej uniemożliwiło skuteczną walkę z żywiołem. Mieszkańcy, wraz z uratowanym dobytkiem, szukali schronienia w lokalnym kościele katolickim, mając nadzieję, iż jego murowana struktura ochroni ich przed trawiącym miasto inferno. Kiedy jednak płomienie dosięgły świątynię, zaszła potrzeba przymusowej ewakuacji znajdujących się w jej wnętrzu mieszkańców. Płonąca wieża kościelna zawaliła się do jego wnętrza grzebiąc żywcem około 20 osób.
Pożar strawił wszystkie budynki publiczne miasta, a wraz z nimi lokalne archiwa oraz kasę miejską, gdzie temperatura płomieni doprowadziła do stopienia się kas pancernych. W murach płonącego więzienia, zanim wypuszczono z niego uwięzionych, udusiło się 14 skazanych.
Lokalny rabin, którego pieczy powierzono sumę 50 tysięcy guldenów na potrzeby sierot żydowskich, utracił ją w całości podczas pożaru. Lokalna społeczność żydowska, która w tym czasie świętowała Paschę, poniosła największe straty, ponieważ zgodnie z żydowskimi nakazami religijnymi, ortodoksyjni żydzi podczas Paschy nie mogą wykonywać żadnych prac, wliczając w to ratowanie dobytku przed pożarem. Miejscowi żydzi schronili się najpierw w synagodze, a kiedy ogarnęły ją płomienie, wraz z pozostałymi mieszkańcami Stryja szukali ratunku na łąkach otaczających miasto, gdzie oddawali się modłom.

## Grabież miasta i straty materialne
Na wieść o pożarze okoliczni rusińscy chłopi przybyli do płonącego miasta dokonując grabieży mienia. Doprowadziło to do bójek z pogorzelcami, usiłującymi bronić swego majątku przed chłopskim motłochem. Część chłopstwa włamała się do składu win i spiwszy się zasnęła na miejscu, ginąc następnie w płomieniach.
Dopiero po kilku dniach uporano się z pożarem. Straty materialne oceniono na 7 milionów guldenów, w tym na około 3 miliony wyceniono zniszczenia samej zabudowy.